# Urelemento
Em matemática, mais exatamente em teoria dos conjuntos, um urelemento ou ur-elemento (onde ur- é um prefixo alemão com o significado de “primordial”) é um objeto (concreto ou abstrato) que não é um conjunto, mas que pode ser um elemento de um conjunto. Urelementos são, às vezes, também chamados de "átomos" ou "indivíduos".

## Teoria
Há diversas maneiras diferentes, mas essencialmente equivalentes, de tratar urelementos num sistema lógico de primeira ordem.
Uma maneira é trabalhar com dois tipos de objetos, conjuntos e urelementos, com U ∈ X estando definido apenas quando X for um conjunto. Neste caso, se U é um urelemento, não fará sentido algum algo como
{\displaystyle X\in U,}
sendo, contudo,
{\displaystyle U\in X}
perfeitamente legítimo.
Um urelemento não deve ser confundido com o conjunto vazio em que
{\displaystyle X\in \varnothing }
é bem-definido (ainda que falso) porque {\displaystyle \varnothing } é um conjunto, ao passo que U não é.
Uma outra maneira é trabalhar em uma teoria monotipada com uma relação unária usada para distinguir conjuntos e urelementos. Como conjuntos não-vazios contêm membros e urelementos não possuem, a relação unária é necessária apenas para fazer distinção entre o conjunto vazio e os urelementos. Nesse caso, o axioma da extensão deve ser formulado para ser aplicável apenas a objetos que não são urelementos.
Uma situação assim é análoga aos tratamentos dados às teorias de conjuntos e classes. De fato, urelementos são, de alguma forma, duais às classes próprias: urelementos não podem possuir membros ao passo que classes próprias não podem ser membros. Colocando de maneira diferente, urelementos são objetos mínimos enquanto classes próprias são objetos máximos com respeito a relação de pertinência (que não é, obviamente, uma relação de ordem, de modo que essa analogia não deve ser levada ao pé da letra).